# Blainvillea
Blainvillea là một chi thực vật có hoa trong họ Cúc (Asteraceae).

## Loài
Chi Blainvillea gồm các loài: